# Sivert Beck
Sievert Beck till Förslev, född 18 oktober 1566, död 2 januari 1623, var en skånsk (dåvarande Danmark) godsägare och adelsman, son till Lave Beck. 
Han var sekreterare vid rikskansliet och hovmästare och förmyndare för kungens utomäktenskapliga son Christian Gyldenlöve. 
Beck gifte sig 1602 med Elisabet Bille, och blev därmed ägare till bland annat Näsbyholms slott och Vanås.